# Kielecka Spółdzielnia Mieszkaniowa
Kielecka Spółdzielnia Mieszkaniowa (KSM) – najstarsza oraz największa na terenie województwa świętokrzyskiego spółdzielnia mieszkaniowa mająca swą siedzibę w Kielcach.
Spółdzielnia została zarejestrowana 28 lutego 1958 w Sądzie Rejonowym w Kielcach. Zarządza czterema osiedlami: Sady, Sandomierskie, Zagórska Południe, Zagórska Północ oraz budynkami mieszkalnymi w Bodzentynie i Bielinach. Łącznie spółdzielnia dysponuje 141 blokami, 117 domami jednorodzinnymi, 698 garażami oraz 15 pawilonami handlowymi. Ciepło do wszystkich budynków dostarcza 5 kotłowni. Cała zabudowa mieści się na 75 hektarach.
Majątek trwały, którym zarządza spółdzielnia warty jest 117 mln zł. Zatrudnienie wynosi 250 osób.
W trakcie swej historii Kielecka Spółdzielnia Mieszkaniowa zarządzała większą ilością budynków. W 1980 z KSM została wyodrębniona Świętokrzyska Spółdzielnia Mieszkaniowa, która zarządzała osiedlami Na Stoku, Słoneczne Wzgórze, Świętokrzyskie i Uroczysko. 10 lat później, w 1990 roku z KSM zostało wyodrębnione osiedle Bocianek.